# Stawki Cieciułowskie
Stawki Cieciułowskie – kolonia w Polsce położona w województwie opolskim, w powiecie oleskim, w gminie Rudniki, w sołectwie Cieciułów.
W latach 1975–1998 miejscowość położona była w województwie częstochowskim.